# 다이나믹 뮤직박스
《다이나믹 뮤직박스》는 대한민국의 방송국인 한국방송공사의 라디오 채널 U-KBS MUSIC에서 저녁 6시부터 저녁 8시까지 방송하는 라디오 방송이다.
원래 이 프로그램을 진행하던 DJ 손한별은 2009년 10월 26일부터 Fresh Up을 진행하다가, 2010년 봄 개편으로 프로그램명만 바뀐 상태로 진행하게 되었다. 2011년 1월 개편으로 1월 1일부터는 DJ 없이 BGM 형식으로 변경되었다.

## 같이 보기
- KBS
- U-KBS MUSIC